# Roberto I di Normandia
Roberto di Normandia, detto Roberto il Magnifico e anche Roberto il Diavolo (Normandia, tra il 1002 ed il 1010 – Nicea, 2 luglio 1035), fu il sesto signore della Normandia col nome di Roberto I dal 1028 al 1035, e fu il quarto ad ottenere formalmente il titolo di Duca di Normandia.

## Origine
Secondo il monaco e cronista normanno Guglielmo di Jumièges, autore della sua Historiæ Normannorum Scriptores Antiqui, Roberto, era il figlio secondogenito del quarto signore della Normandia e il secondo a ottenere il titolo formale di Duca di Normandia, Riccardo II e di Giuditta di Bretagna che, secondo ancora Guglielmo di Jumièges era la sorella di Goffredo I di Bretagna, quindi era figlia del conte di Rennes e duca di Bretagna, Conan I il Torto e della moglie, Ermengarda d'Angiò (come ci viene confermato dal monaco Rodolfo il Glabro, uno dei maggiori cronisti d'età medievale), figlia del terzo Conte di Angiò, Goffredo I Grisegonelle e di Adele di Vermandois (ca. 950 - † 974), figlia di Roberto di Vermandois, conte di Meaux e di Troyes.
Riccardo II di Normandia, sia secondo Guglielmo di Jumièges, che secondo il cronachista, priore dell'abbazia di Bec e sedicesimo abate di Mont-Saint-Michel, Robert di Torigny, nella sua Chronique, era figlio di Riccardo Senza Paura Jarl (equiparabile al nostro conte) dei Normanni e conte di Rouen, e della moglie, Gunnora (950-5 gennaio 1031), di cui non si conoscono i nomi degli ascendenti, ma di nobile famiglia di origine vichinga (nobilissima puella danico more sibi iuncta) (Gunnor ex nobilissima Danorum prosapia ortam); i genitori di Riccardo sono confermati anche dal monaco e cronista inglese, Orderico Vitale, che ci conferma inoltre che Roberto aveva un fratello maggiore, Riccardo.

## Biografia
Nel 1016, mentre Riccardo, il primogenito, veniva associato nel governo del ducato, dal padre, Riccardo II, come ci conferma Guglielmo di Jumièges, in quello stesso periodo, a Roberto, il secondogenito, veniva assegnata la contea di Hiesmois.
Guglielmo di Jumièges ci riporta un fatto accaduto prima del 1026: il cognato di Riccardo (nel 1016 aveva sposato la sorella di Riccardo, Adelaide o Alice), il conte Rinaldo, erede della contea di Borgogna, era stato catturato e fatto prigioniero dal vescovo di Auxerre e conte di Chalon, Ugo. Siccome le richieste al vescovo Ugo per liberare Rinaldo non avevano ottenuto soddisfazione, il duca di Normandia, Riccardo II, decise di inviare in Borgogna un esercito, di cui faceva parte anche Roberto, condotto dal figlio primogenito, Riccardo, che dopo aver messo sotto assedio un castello, si diressero su Chalon, dove il vescovo, Ugo, valutando che l'esercito normanno era molto numeroso, decise di sottomettersi e rilasciare Rinaldo.
Suo padre, Riccardo II, morì a Fécamp in Normandia, secondo gli Obituaires de Sens Tome I e secondo gli Obituaires de Sens Tome II, il 23 agosto (X.Kal.Sept.) 1026, come confermano anche Orderico Vitale e l'Ademari Historiarum liber III, e Riccardo gli subentrò nel titolo di duca di Normandia, come Riccardo III.
Il governo di Riccardo fu breve: Orderico Vitale sostiene che detenne il potere per un anno e mezzo (anno uno et dimidio).
Secondo il cronista Guglielmo di Jumièges Roberto, conte di Hiesmois, nel 1028, si ribellò e radunò i suoi sostenitori vicino alla città di Falaise (la città capoluogo della sua contea), dove pose il campo; suo fratello, Riccardo III allora raccolse un esercito, mise l'assedio ed espugnò la città di Falaise; allora Roberto si sottomise e fu concordata la pace.
Licenziato l'esercito, Riccardo III rientrò a Rouen, ma poco dopo morì, avvelenato, lasciando un erede maschio in tenera età, Nicola. Anche Orderico Vitale, confermando che rimase al potere meno di due anni, ritiene che Riccardo fu avvelenato (Richardus III veneno, non plene biennio peracto, periit). Secondo gli Obituaires de Sens Tome I.1, Diocèse de Paris Cathédrale Riccardo morì il 6 agosto 1028.
A Riccardo III succedette il fratello maschio secondogenito, Roberto, conte di Hiesmois, diseredando e spodestando del titolo ducale il nipote, Nicola, come confermano Orderico Vitale, Robert di Torigny e Guglielmo di Jumièges.
Poco tempo dopo, secondo Guglielmo di Jumièges, iniziò un periodo di conflittualità, per la Contea di Évreux, tra Roberto e lo zio, Roberto, Arcivescovo di Rouen e Conte di Évreux, che costrinse lo zio a lasciare la Normandia per la corte di Roberto II di Francia. Rappacificatosi, Il duca Roberto richiamò in patria il Roberto arcivescovo, che poté rientrare nella sua contea.
In quello stesso periodo, Roberto organizzò un'invasione dell'Inghilterra, per difendere gli interessi dei suoi cugini, Edoardo il Confessore e Alfred Aetheling, esiliati in Normandia (la loro madre, zia di Roberto, Emma, aveva sposato in seconde nozze, con rito cristiano, il re d'Inghilterra, Canuto, ma aveva lasciato in Normandia i due figli maschi, pretendenti al trono inglese, in quanto figli del re d'Inghilterra, Etelredo II), che ebbe esito negativo a causa di una tempesta che impedì alle navi di raggiungere la costa inglese. La flotta si raccolse allora a Mont-Saint-Michel, per dirigersi in Bretagna, dove Roberto impose la sua supremazia al duca di Bretagna, Alano III. 
Poi, migliorati i rapporti col re d'Inghilterra, Canuto il Grande, la leggenda dice che Roberto rifiutò il matrimonio con la sorella di Canuto e vedova di suo padre, Riccardo II e di Ulf Thorgilsson, Astrid (Margrete), figlia di Sweyn I di Danimarca, di circa dieci anni più vecchia di Roberto.
Nel 1030, Roberto, secondo il documento n° I del Cartulaire de l'abbaye de la Sainte-Trinité du Mont de Rouen, Collection des cartularies de France fondò l'abbazia della Santa Trinità a Rouen.
Nel 1031, alla morte del re di Francia, Roberto II il Pio, la moglie, Costanza, ora regina madre, spalleggiata dal conte Oddone II di Blois, capeggiò una rivolta contro il figlio, il nuovo re di Francia, Enrico I, che, secondo Rodolfo il Glabro, era stato incoronato re di Francia nella cattedrale di Reims il 14 maggio 1027 e fino al 1031 aveva regnato assieme al padre, per poter mettere sul trono l'altro figlio, il più giovane, Roberto. Roberto I il Magnifico accorse in sostegno di Enrico I, che nel frattempo aveva perso diverse città (Senlis, Dammartin, Le Puiset, Poissy e Sens, donata per metà a Oddone II, come compenso per l'appoggio ricevuto) e castelli, conquistati dalla regina madre, Costanza. Roberto ed Enrico I riuscirono a riconquistare alcune città e costrinsero alla pace la madre e il fratello, così Enrico I mantenne il trono, cedendo però al fratello, Roberto, il ducato di Borgogna. Per ricompensarlo dell'aiuto ricevuto, Enrico I di Francia gli cedette la sovranità sul Vexin Francese, che fu solo formale in quanto i feudatari continuarono a riferirsi direttamente ad Enrico I.
Roberto, come suo padre, Riccardo II, fu seguace della riforma ecclesiastica, protesse i monaci e, oltre all'abbazia di Sainte-Trinité du Mont, fondò altri monasteri, tra cui Saint-Vigor a Cerisy e il primo monastero femminile della Normandia, Montevilliers, presso la foce della Senna;inoltre approvò la costruzione di monasteri anche da parte dei suoi feudatari.
Questo fervore religioso lo portò a decidere, nel 1034 di fare un pellegrinaggio a Gerusalemme; ma, prima di partire, in mancanza di eredi legittimi, avrebbe dovuto risolvere il problema della sua successione; preoccupandosi per la sua concubina, Herleva e il figlio da lei avuto, Guglielmo, che era il proprio erede, convocò un consiglio generale dove tutti i nobili accettarono (ad alcuni risultò sgradita) la successione. Allora, in quell'occasione, furono scelti, nel caso in cui Roberto non fosse tornato dalla Terra santa (anche era considerato molto improbabile, in quanto Roberto godeva ottima salute e aveva solo 25 anni), i quattro tutori del ducato:
- Gilberto, conte d'Eu e conte di Brionne, cugino di Roberto
- Osberno di Crepòn, siniscalco del ducato,
- Toroldo di Neufmarche, precettore di Guglielmo e probabilmente, connestabile del ducato,
- Alano III, duca di Bretagna e conte di Rennes, cugino di Roberto.

Il re di Francia, Enrico I, concesse il suo assenso, per cui, nel febbraio 1035, Roberto partì e, secondo Guglielmo di Jumièges, raggiunse Gerusalemme senza problemi. Sulla via del ritorno, a Nicea, si ammalò improvvisamente e il 2 luglio (VI nonas iulij) morì; la morte a Nicea di Roberto viene confermata anche da Orderico Vitale. Roberto fu sepolto nella chiesa di Santa Maria a Nicea.
Gli succedette il figlio Guglielmo, di circa otto anni.
Il figlio, Guglielmo, secondo lo storico del XII secolo, Guglielmo di Malmesbury, inviò, nel 1086, una missione a Costantinopoli, per recuperare i resti del padre e tumularli in Normandia. Ottenuto il permesso dal Basileus Isacco II Angelo, i resti di Roberto furono trasportati in Puglia dove gli inviati, nel 1087, appresero della morte del duca di Normandia e re d'Inghilterra, Guglielmo, per cui decisero di seppellire i resti di Roberto in Puglia, nei domini del Duca di Puglia e Calabria, il normanno, Ruggero Borsa.

## Discendenza
Roberto non ebbe discendenza legittima perché non si sposò mai secondo il rito cristiano, ma si era legato in un'unione more danico, ossia secondo l'uso vichingo, quindi pagano, ad una giovane, Herleva o Arletta di Falaise (ca. 1010-1050), che era di umili origini; secondo Guglielmo di Jumièges, Herleva (o Herlotta) era la figlia di Fulberto o Herberto, un cameriere del duca (Herleva Fulberti cubicularii ducis filia) e della moglie Duda o Duwa, come ci conferma la Chronica Albrici Monachi Trium Fontium. Di entrambi i genitori non si conoscono i nomi degli ascendenti; secondo lo storico britannico William John Corbett, professore a Cambridge, era la figlia del conciatore Fulberto di Falaise, che secondo la professoressa britannica Elisabeth M. C. van Houts pare fosse preparatore di salme, o come lo chiameremmo al giorno d'oggi, «impresario di pompe funebri».
Da Herleva, concubina o moglie (frilla; moglie more danico), Roberto ebbe un figlio:
- Guglielmo[34] (ca. 1028-1087), disprezzato dalla nobiltà perché ritenuto illegittimo[34], duca di Normandia e re d'Inghilterra.

Da un'altra concubina di cui non si conoscono né il nome né i nomi degli ascendenti, Roberto ebbe una figlia:
- Adelaide[37] (circa 1030 - circa 1083), sposò prima Enguerrand II, conte di Ponthieu e signore d'Aumale, poi Lamberto II di Lens ed infine, nel 1060, il conte di Meaux e di Troyes e di Vitry, Oddone II di Champagne.

## Ascendenza
|                             |                     |                           | Genitori              |  |  | Nonni |  |  | Bisnonni                 |  |  | Trisnonni |  |
|                             |                     |                           |                       |  |  |       |  |  | Guglielmo I di Normandia |  |  | Rollone   |  |
|                             |                     |                           |                       |  |  |       |  |  | Guglielmo I di Normandia |  |  | Rollone   |  |
|                             |                     | Poppa di Bayeux           |                       |  |  |       |  |  | Guglielmo I di Normandia |  |  |           |  |
| Riccardo I di Normandia     |                     |                           |                       |  |  |       |  |  | Guglielmo I di Normandia |  |  |           |  |
|                             |                     | Sprota                    | …                     |  |  |       |  |  |                          |  |  |           |  |
|                             |                     | Sprota                    | …                     |  |  |       |  |  |                          |  |  |           |  |
|                             |                     | Sprota                    | …                     |  |  |       |  |  |                          |  |  |           |  |
| Riccardo II di Normandia    |                     | Sprota                    |                       |  |  |       |  |  |                          |  |  |           |  |
|                             |                     | …                         | …                     |  |  |       |  |  |                          |  |  |           |  |
|                             |                     | …                         | …                     |  |  |       |  |  |                          |  |  |           |  |
|                             |                     | …                         | …                     |  |  |       |  |  |                          |  |  |           |  |
| Gunnora di Normandia        |                     | …                         |                       |  |  |       |  |  |                          |  |  |           |  |
|                             |                     | …                         | …                     |  |  |       |  |  |                          |  |  |           |  |
|                             |                     | …                         | …                     |  |  |       |  |  |                          |  |  |           |  |
|                             |                     | …                         | …                     |  |  |       |  |  |                          |  |  |           |  |
| Roberto I di Normandia      |                     | …                         |                       |  |  |       |  |  |                          |  |  |           |  |
|                             | Judicael Berengario | Berengario II di Neustria |                       |  |  |       |  |  |                          |  |  |           |  |
|                             | Judicael Berengario | Berengario II di Neustria |                       |  |  |       |  |  |                          |  |  |           |  |
|                             | Judicael Berengario | Adele di Troyes           |                       |  |  |       |  |  |                          |  |  |           |  |
| Conan I di Bretagna         | Judicael Berengario |                           |                       |  |  |       |  |  |                          |  |  |           |  |
|                             |                     | Gerberga                  | …                     |  |  |       |  |  |                          |  |  |           |  |
|                             |                     | Gerberga                  | …                     |  |  |       |  |  |                          |  |  |           |  |
|                             |                     | Gerberga                  | …                     |  |  |       |  |  |                          |  |  |           |  |
| Giuditta di Bretagna        |                     | Gerberga                  |                       |  |  |       |  |  |                          |  |  |           |  |
|                             |                     | Goffredo I d'Angiò        | Folco II d'Angiò      |  |  |       |  |  |                          |  |  |           |  |
|                             |                     | Goffredo I d'Angiò        | Folco II d'Angiò      |  |  |       |  |  |                          |  |  |           |  |
|                             |                     | Goffredo I d'Angiò        | Gerberga              |  |  |       |  |  |                          |  |  |           |  |
| Ermengarde-Gerberga d'Angiò |                     | Goffredo I d'Angiò        |                       |  |  |       |  |  |                          |  |  |           |  |
|                             |                     | Adele di Troyes           | Roberto di Vermandois |  |  |       |  |  |                          |  |  |           |  |
|                             |                     | Adele di Troyes           | Roberto di Vermandois |  |  |       |  |  |                          |  |  |           |  |
|                             |                     | Adele di Troyes           | Adelaide di Châlon    |  |  |       |  |  |                          |  |  |           |  |
|                             |                     | Adele di Troyes           |                       |  |  |       |  |  |                          |  |  |           |  |

### Fonti primarie
- (LA)  Obituaires de Sens Tome I.
- (LA)  Obituaires de Sens Tome II.
- (LA)  Chronique de Robert de Torigni, abbé du Mont-Saint-Michel, vol I.
- (LA)  Monumenta Germanica Historica, tomus IV.
- (LA)  Monumenta Germanica Historica, tomus VII.
- (LA)  Cartulaire de l'abbaye de la Sainte-Trinité du Mont de Rouen, Collection des cartularies de France.
- (LA)  Ordericus Vitalis, Historia Ecclesiastica, vol. II.
- (LA)  Rodulfus Glaber Cluniacensis: Historiarum Sui Temporis Libri Quinque.
- (LA)  Ordericus Vitalis, Historia Ecclesiastica, vol. unicum.
- (LA)  Historiæ Normannorum Scriptores Antiqui.

### Letteratura storiografica
- François Neveux, La Normandie des Ducs aux Rois. Xe-XIIe siècle, Ouest-France Université, Rennes, 1998.
- David Douglas, he Earliest Norman Counts EHR 61 (1946), 129-156.
- Eleanor Searle, Predatory Kinship and the Creation of Norman Power, 840-1066 (Berkeley, Los Angeles, London, 1988).
- Louis Halphen, "La Francia dell'XI secolo", cap. XXIV, vol. II (L'espansione islamica e la nascita dell'Europa feudale) della Storia del Mondo Medievale, 1999, pp. 770–806.
- William John Corbett, "L'Inghilterra dal 954 alla morte di Edoardo il Confessore", cap. X, vol. IV (La riforma della chiesa e la lotta tra papi e imperatori) della Storia del Mondo Medievale, 1999, pp. 255–298.
- William John Corbett, "L'evoluzione del ducato di Normandia e la conquista normanna dell'inghilterra", cap. I, vol. VI (Declino dell'impero e del papato e sviluppo degli stati nazionali) della Storia del Mondo Medievale, 1999, pp. 5–55.